# Stictogryllacris nana
Stictogryllacris nana är en insektsart som först beskrevs av Brunner von Wattenwyl 1888.  Stictogryllacris nana ingår i släktet Stictogryllacris och familjen Gryllacrididae. Inga underarter finns listade i Catalogue of Life.